# Хајдек
Хајдек (њем. Heideck) град је у њемачкој савезној држави Баварска. Једно је од 16 општинских средишта округа Рот. Према процјени из 2010. у граду је живјело 4.716 становника. Посједује регионалну шифру (AGS) 9576126.

## Географски и демографски подаци
Хајдек се налази у савезној држави Баварска у округу Рот. Град се налази на надморској висини од 407 метара. Површина општине износи 58,6 km². У самом граду је, према процјени из 2010. године, живјело 4.716 становника. Просјечна густина становништва износи 80 становника/km².